# Fon (folk)
Fon eller Dahomey är ett folk som lever i södra Benin samt angränsande delar i Togo. Gruppen är Benins största; de utgör huvuddelen av befolkningen i södra delen av landet och uppgår till 1,7–2,5 miljoner människor i början av 2000-talet. De talar fon, ett språk som står ewespråket nära.
Jordbruk är en traditionell huvudnäring. Släktskapssystemet är patrilinjärt, och den traditionella religionen omfattar dyrkan av förfäder och naturgudomar.
På 1700- och 1800-talet var fon organiserade i det mäktiga kungadömet Dahomey med Abomey som huvudstad. I slutet av 1800-talet blev kungadömet en fransk koloni, Franska Dahomey. Legendariska är de så kallade Dahomey-amazonerna, ett militärregemente bestående av kvinnor.